# 苏军 (中国海军将领)
苏军（1921年—2004年6月16日），安徽肥东县人，中国人民解放军海军将领，海军北海舰队司令员。
苏军原名陈仰贤。1939年加入中国共产党，1940年参加新四军。曾任华东野战军营教导员，第三野战军师保卫科科长。1949年华东军区海军成立后即调入华东军区海军学校任组织科科长。中华人民共和国建国后，曾任海军“鞍山”号驱逐舰首任舰长，兼任驱逐舰第一大队大队长，1955年被授予上校军衔。于1960年毕业于苏联伏罗希洛夫海军学院，后曾任北海舰队参谋长、烟台基地司令员、东海舰队参谋长、潜艇学院院长，1983年担任北海舰队司令员。在任职期间发生了1984年5月22日210号潜艇沉没事件以及1985年3月21日3213号鱼雷艇叛逃韩国事件，任职受政治事故影响所累。
1985年7月以正兵团职退出现役。2004年6月16日在青岛逝世。
1992年海军101“鞍山”舰退役时，最后一任舰长苏海音是曾经担任“鞍山”舰首任舰长的苏军之子。

## 获得荣誉
1955年被授予三级独立自由勋章、 三级解放勋章。